# Batalla d'Avarair
La batalla d'Avarair fou una batalla lliurada el 2 de juny de 451 entre perses i armenis que va tenir lloc a la plana d'Avarair a l'extrem nord-oest de l'actual Iran prop de la vila d'Avarair d'Armènia al districte d'Artaz, al sud-est de la ciutat de Maku, prop de la frontera de l'Azerbaidjan.

## Antecedents
El decret del 449 d'Isdigerdes II (439-457) ordenava als armenis convertir-se del cristianisme al zoroastrisme; els armenis van refusar i es van revoltar. Els perses van enviar un exèrcit que es va trobar amb el dels nobles armenis a la plana d'Avarair a la vora del riu Timut (Rud-e Zangemar) que sembla que marcava els límit entre Persarmènia i Pèrsia.

## Batalla
Els armenis estaven dirigits per Vardanes Mamiconi i disposaven de 66.000 homes, sense poder esperar ajut de l'Imperi Romà d'Orient; els perses eren tres vegades més i disposaven del cos dels immortals dirigits per Mushkin Niusalavurd; entre els perses combatien alguns nobles armenis el principal dels quals era Vasaces de Siània, que era el principat més important aleshores.
Els armenis van aguantar als perses que només es van poder imposar per la intervenció dels elefants de guerra. Vardanes Mamiconi i altres vuit nobles generals van morir i les baixes dels dos bàndols foren elevades.

## Conseqüències
Tot i la victòria persa, el rei ja no tenia forces per imposar el decret a causa de les baixes i va consentir en declarar la llibertat religiosa, i Vardan és considerat un heroi nacional pels armenis.